# Janusz Zygmuntowicz
Janusz Zygmuntowicz (* 14. Dezember 1985) ist ein ehemaliger polnischer Nordischer Kombinierer.

## Werdegang
Zygmuntowicz, der für TS Wisła Zakopane startete, nahm in seiner Jugend unter anderem an internationalen Schüler-Wettbewerben im Skispringen teil. So belegte er beispielsweise beim 8. FIS Schüler Cup 1996 in Garmisch-Partenkirchen den achten Rang. Darüber hinaus nahm er am Europäischen Olympischen Winter-Jugendfestival 2001 in Vuokatti teil, wo er den 29. Platz im Einzel belegte und mit dem Team Zwölfter wurde. 
Seinen ersten internationalen Auftritt auf Seniorenebene hatte er im Januar 2003 bei seinem Debüt im B-Weltcup der Nordischen Kombination in Štrbské Pleso, wo er jedoch noch deutlich die Punkteränge verpasste. Bei den Nordischen Junioren-Skiweltmeisterschaften 2003 in Sollefteå erreichte er sowohl im Einzel als auch mit dem Team nur die hinteren Ränge. Dennoch wurde er für die Nordischen Skiweltmeisterschaften 2003 in Val di Fiemme nominiert, wurde jedoch nur im Sprint eingesetzt, welchen er auf dem 54. Platz abschloss. Seinen erfolgreichsten Winter hatte er 2005/06, als er mehrmals B-Weltcup-Punkte gewann. Dennoch beendete er nach der Saison seine Karriere.
Auf nationaler Ebene gehörte Zygmuntowicz zu den besten Athleten. So gewann er zwischen 2001 und 2006 elf Medaillen, darunter sechs Meistertitel.

## Statistik

### B-Weltcup-Platzierungen
| Saison  | Platz | Punkte |
| ------- | ----- | ------ |
| 2004/05 | 91.   | 02     |
| 2005/06 | 48.   | 74     |